# Valentino Mazzola
Valentino Mazzola (Cassano d'Adda, 26 januari 1919 — Turijn, 4 mei 1949) was een Italiaanse voetballer en de aanvoerder van Il Grande Torino. Hij werd gezien als een van de eerste moderne voetballers. Hij kon scoren, verdedigen en zijn ploeg leiden.
Zijn zoon Sandro Mazzola werd ook een bekend voetballer.

## Spelerscarrière
Valentino Mazzola werd in de zomer van 1942 door voorzitter Ferrucio Novo overgehaald om de selectie van AC Torino te versterken. Dit bleek achteraf gezien een grootse zet. In zijn eerste seizoen leidde de aanvallende middenvelder zijn club naar het kampioenschap van Italië. Na dit eerste seizoen waren er twee competitieloze jaren vanwege de Tweede Wereldoorlog, maar daarna ging de club verder met waarmee ze daarvoor bezig waren: prijzen pakken.
In 1949 kwam SL Benfica met het voorstel om mee te spelen in de erewedstrijd van hun aanvoerder Francisco Ferreira. De spelers hadden niet veel zin, maar werden uiteindelijk overgehaald door Mazzola, omdat hij Ferreira als een grote vriend beschouwde. Op 4 mei 1949, tijdens de terugvlucht vanuit Lissabon, ging het mis. Er hing mist boven Turijn en de piloot maakte een vergissing. Het vliegtuig vloog tegen de flanken van de basiliek van Superga aan. Alle 31 inzittenden kwamen bij de Superga-vliegramp om het leven, waardoor er een einde kwam aan het tijdperk van Il Grande Torino.